# CSKA Aréna
CSKA Aréna (rusky ЦСКА Арена), dříve známá jako VTB Ice Palace (rusky ВТБ Ледовый дворец, česky Ledový palác) a jako Aréna Legend (rusky Арена Легенд) je krytá multifunkční sportovní aréna, která se nachází v Moskvě v Rusku. Sponzorem stadionu byla ruská banka VTB. Jedná se o domácí stadion týmu CSKA Moskva. V roce 2016 se na stadionu konalo Mistrovství světa v ledním hokeji. Výstavba arény stála 4,5 miliardy rublů.

## Arény
Uvnitř stadionu se nachází tři arény – velká, malá a tréninková hala. Kapacita arén:
- Velká aréna:
  - Lední hokej: 12 100
  - Basketbal: 13 000
  - Box: 14 000
  - Koncerty: 14 000
- Malá aréna:
  - Lední hokej: 3 500
  - Basketbal: 4 400
  - Box: 5 000
  - Koncerty: 5 000